# 柳川堯
柳川 堯（やながわ たかし）は、日本の統計学者。
統計学の手法および生物統計の発展に貢献した。現在は久留米大学バイオ統計センター特命教授を務めている。過去に、大阪大学助手、熊本大学講師、九州大学教授、CSIRO上級研究員、米国立がん研究所客員研究員、ノースカロライナ大学準教授、国際統計教育センター(インド)客員教授、九州大学大学院（数理学研究院）教授を歴任した。

## 学歴
- 1966年 九州大学大学院理学研究科 統計数学
- 1963年 九州大学理学部 卒業
- 1959年 福岡県立修猷館高等学校 卒業

## 受賞
- 2011年 日本計量生物学会 功労賞
- 2007年 日本統計学会 日本統計学会賞
- 2005年 日本計量生物学会 日本計量生物学会賞
- 1981年 Public Health Service Award, US Government
- 1989年 Public Health Service Award, US Government